# Carex straminiformis
Carex straminiformis är en halvgräsart som beskrevs av Liberty Hyde Bailey. Carex straminiformis ingår i släktet starrar, och familjen halvgräs. Inga underarter finns listade i Catalogue of Life.